# El hòbbit (pel·lícula de 1977)
El hobbit és un Telefilm de dibuixos animats nord-americà basada en la novel·la homònima de l'escriptor britànic J. R. R. Tolkien. Va ser emès per primera vegada per la NBC el 27 de novembre de 1977, tres dies abans del Dia d'Acció de Gràcies. La producció va ser a càrrec de la Rankin/Bass, i els seus amos, Jules Bass i Arthur Rankin Jr., van actuar com a productors i directors. El seu guió adaptat, basat en la novel·la esmentada, va ser escrit per Romeo Muller.
El disseny de producció del film està acreditat per a Arthur Rankin Jr., qui ha declarat que la seva part gràfica és tributària de les primeres il·lustracions d'Arthur Rackham.
Resulta interessant esmentar l'existència de la pel·lícula animada titulada La tornada del Rei, de 1980, que es va presentar en el seu moment com a continuació d'aquesta (El hobbit 2). S'hi narren els fets de El retorn del rei, després d'un resum molt curt dels dos primers toms del Senyor dels Anells (La Comunitat de l'Anell i Les dues torres), tot això des de la particular òptica de Frodo Saquet.

## Producció

### Repartiment de veus
Els actors de veu que van interpretar els diferents papers van ser:
| Paper                                 | Actor de veu original | Acreditació                              |
| ------------------------------------- | --------------------- | ---------------------------------------- |
| Bilbo Saquet                          | Orson Bean            | Acreditat                                |
| Smaug                                 | Richard Boone         | Acreditat                                |
| Thorin Escut de Roure                 | Hans Conried          | Acreditat                                |
| Altres nans de la companyia de Thorin | Jack De Leon          | «Amb la participació de» (also starring) |
| Bombur                                | Paul Frees            | «Amb la participació de» (also starring) |
| Gandalf el Gris                       | John Huston           | Acreditat                                |
| Balin i Gwaihir                       | Don Messick           | «Amb la participació de» (also starring) |
| Thranduil                             | Otto Preminger        | Acreditat                                |
| Trasgos                               | Thurl Ravenscroft     | Sense acreditar                          |
| Elrond                                | Cyril Ritchard        | Acreditat                                |
| Bard, Dori i altres nans              | John Stephenson       | «Amb la participació de» (also starring) |
| Gollum                                | Theodore              | Acreditat                                |

### Música
La música del film va ser composta per Maury Laws, pel qual Jules Bass va actuar com a lletrista, adaptant textos de la novel·la. La peça principal, titulada «The Greatest Adventure (The Ballad of The Hobbit)», va ser interpretada per Glenn Yarbrough, que va posar veu a Bilbo en els fragments musicats.

## Premis i crítiques
En 1978, Romeo Muller va guanyar un Premi Peabody pel guió del telefilme The Hobbit. La pel·lícula també va ser candidata al Premi Hugo a la millor obra dramàtica, però ho va perdre davant La guerra de les galàxies.
L'adaptació ha estat qualificada per Douglas A. Anderson de «excruciable» («liosa», «un turment»); així com de confusa per a aquells no familiaritzats prèviament amb l'argument. Per contra, el crític Tom Keogh pondera l'adaptació com a «excel·lent» assegurant que el treball «guanya molts punts» per ser «fidel a la història de Tolkien» i que el «repartiment de veus no es pot millorar».

## Publicacions derivades

### Vídeo
The Hobbit va ser llançada en vídeo per Sony i les ABC Video Enterprises a principis dels anys 1980. La pel·lícula va ser publicada en VHS per Warner Home Video en 1991, i de nou en 2001 (a través de la Warner Bros. Family Entertainment).
Warner Bros. la pel·lícula va ser publicada en DVD per en un pack de tres pel·lícules juntament amb El Senyor dels Anells i La tornada del Rei. Aquesta versió de la pel·lícula en DVD crida l'atenció per la seva banda sonora defectuosa, en la qual falten molts efectes de so (brindar de copes, copejo de martells, crits de mort de les aranyes), així com diverses línies de diàleg, tot això corroborable mitjançant comparació amb el VHS. Warner Bros. no ha publicat un disc corregit, ni comunicació alguna sobre els problemes.

### Àudio
La banda sonora de The Hobbit va ser editada ja en 1977 en format long play, incloent tant la música com els diàlegs del film, per la Disney a través del seu segell Bona Vista Records. Una altra versió, editada amb textos llegits per un narrador, va ser publicada una mica més tard pel segell Disneyland Records.
Per la seva banda, Glenn Yarbrough va llançar un altre àlbum diferent a la banda sonora de música «inspirada per» El hobbit.